# 小島ラベル
株式会社小島ラベル印刷（こじまラベルいんさつ、英称: Kojima Label Printing Co., Ltd.）は、神奈川県伊勢原市に本社を置くシール・ラベル印刷の専門企業である。1959年に小島邦彦（こじま くにひこ）によって創業されラベル印刷と特殊加工に特化した老舗の印刷会社で、高品質なラベル作成技術で業界内でも一目置かれている。企業や商品のブランドロゴやパッケージ用の各種ラベル・ステッカーをオーダーメイドで製造しており、短納期・高品質・多彩な加工対応を強みとしている。

## 概要
主に法人用のパッケージ用ラベル・シールの作製を行っている。印刷会社、デザイン事務所、工業関係、化粧品関係、食品関係などさまざまな業種のシール・ラベルを高品質で製作している。

## 沿革
- 1959年9月 - 神奈川県相模原市にて個人経営開始。
- 1969年12月 - 有限会社小島ラベル印刷を設立。
- 1979年6月 - 神奈川県伊勢原市に移転。
- 1982年8月 - 株式会社小島ラベル印刷]に変更。
- 1984年12月 - 工場増築。
- 1987年9月 - ユニックス見積・管理・販売ソフト開発導入。
- 1993年1月 - リボンシール加工機システム完成。
- 1995年12月 - TKC会計事務ソフト導入。
- 1996年12月 - 平塚税務署より優良申告法人を表彰。
- 2005年6月 - 4色印刷機・三條機械CS-250導入。
- 2005年12月 - 新型見積・管理・販売ソフト開発導入。
- 2006年10月 - 3色印刷機・三條機械CS-250導入。
- 2007年2月 - 多層ラベル加工機システム完成。
- 2013年6月 - 新工場長に末吉真悟就任。
- 2013年8月 - 3色印刷機・三條機械CS-250導入。
- 2013年9月 - 新代表に小島哲也就任。
- 2017年5月 - 事務所・工場リノベーション。
- 2017年9月 - 4色印刷機・三條機械NS-250導入。
- 2018年5月 - 小型カメラ・検査機導入。
- 2018年6月 - 静電気除去装置・イオナイザー導入。
- 2019年9月 - 創業60周年。
- 2020年6月 - オリジナル社内一括管理システム chef 開発開始。

## 事業内容
主力事業はシール・ラベル類の印刷製造であり、商品パッケージ用ラベルやステッカーの企画デザインから印刷・加工まで一貫して行っています。印刷方式は凸版印刷（レタープレス）、オフセット印刷、シルクスクリーン印刷、デジタルオンデマンド印刷など多種多様な方式に対応可能で、幅広い材質・用途のラベル製作を得意としています。また箔押し（ホットスタンプ）やエンボス（浮き出し加工）、ホログラム、樹脂盛り（ドーム状シール）、多層ラベル（二重・三重構造ラベル）など特殊加工を組み合わせた高付加価値な印刷にも対応しており、独自性のあるラベル表現を実現しています。さらに近年では自社の業務効率向上のためのシステム開発にも取り組んでおり、受発注・見積管理等を統合した社内システムを構築しています。

## 規模・拠点
本社および主力工場は神奈川県伊勢原市石田414-1に所在しています。創業以来一貫して国内拠点で事業を展開しており、海外支店や工場は持たない。従業員数は約10～15名規模で、2021年時点では社員数11名でした。資本金は1000万円で、年間売上高は近年およそ2億円台（例：2021年度見込み約2億2千万円）と推移しています。財務面では無借金経営を続けており、創業から半世紀以上を経た現在も比較的小規模ながら安定した経営基盤を維持しています。

## 特徴と業界での位置づけ
「小島ラベル印刷」の社名が示す通り、ラベル印刷のスペシャリスト集団として品質第一の姿勢を貫いています。社内スローガンに「過度なくらい品質にこだわります」と掲げるように、職人による全数目視検査など徹底した品質管理体制を敷いています。高いデザイン性と機能性を兼ね備えた製品づくりにも定評があり、優れたデザインの高品質なラベル印刷を行う会社として業界内でも一目置かれる存在となっています。また、自社ウェブサイトやSNSを活用した先進的なマーケティングにも力を入れており、そのスタイリッシュな企業ブランディングは同業他社からも注目されています。業界団体では東京都正札シール印刷協同組合（本部:東京）に加盟しており、同組合の神奈川地区会員企業でもあります。技術面では多層ラベルやリボンシールなど特殊ラベルの開発実績があり、長年の経験で培ったノウハウによって多品種・小ロットの注文にも柔軟に対応できる点が強みです。

## 認証・表彰歴
公的な認証・資格としてISO等の取得状況は公表されていませんが、優良申告法人（税務署による優良納税企業表彰）の称号を受けており、また自社のラベル製品や取組みが評価され、業界誌や書籍で紹介された実績もあります。また、自社のラベル製品や取組みが評価され、グラフィック社の出版する専門誌『デザインのひきだし』やスタジオハード刊行の『グッズ制作のアイデア集』といった業界誌・書籍で紹介された実績もある。

## 主な取引先
創業以来、多種多様な業界の企業と取引実績がある。主要な取引先企業としては、エイベックス・グループ・ホールディングス、京セラ株式会社、株式会社サトー、３Ｍジャパンプロダクツ株式会社、株式会社ZOZO、ライオン株式会社、株式会社リクルートホールディングスなど、大手企業を含む幅広い顧客が名を連ねている。